# Paul Picerni
Paul Picerni (New York, 1º dicembre 1922 – Palmdale, 12 gennaio 2011) è stato un attore e militare statunitense.

## Biografia
Paul Picerni nacque a New York, nel quartiere di Queens, da genitori italiani. Durante la seconda guerra mondiale si arruolò nella United States Army Air Force e partecipò a oltre 25 missioni di guerra in Cina, Birmania e India. Partecipò alla missione che distrusse il ponte reso poi celebre dal film Il ponte sul fiume Kwai (1957). Nel 1947 Picerni sposò l'ex ballerina Marie Mason, da cui ebbe otto figli (quattro maschi e quattro femmine) e 10 nipoti. Diversi componenti della famiglia si impiegarono a Hollywood come acrobati, tra cui il figlio Paul V. Picerni Jr., il nipote Rick Picerni e la sorella Paula Picerni.
Dopo il congedo dal servizio militare, Picerni studiò alla Loyola Marymount University di Los Angeles. Si specializzò in recitazione teatrale drammatica e si laureò nel 1949. Dal 1950 recitò in numerose serie televisive come Perry Mason, Gli intoccabili, Il fuggitivo, Starsky & Hutch, Kojak e molte altre. Nel 2007 pubblicò la sua autobiografia, dal titolo Steps to Stardom: My Story.

## Filmografia

### Cinema
- In Fast Company, regia di Del Lord (1946)
- Codice d'onore (Beyond Glory), regia di John Farrow (1948)
- Cielo di fuoco (Twelve O'Clock High), regia di Henry King (1949)
- Nozze infrante (The Secret Fury), regia di Mel Ferrer (1950)
- L'amante (A Lady Without Passport), regia di Joseph H. Lewis (1950)
- Vagabondo a cavallo (Saddle Tramp), regia di Hugo Fregonese (1950)
- I'll Get By, regia di Richard Sale (1950)
- Tre segreti (Three Secrets), regia di Robert Wise (1950)
- Venticinque minuti con la morte (Dial 1119), regia di Gerald Mayer (1950)
- Normandia (Breakthrough), regia di Lewis Seiler (1950)
- La città del terrore (The Killer That Stalked New York), regia di Earl McEvoy (1950)
- Lo squalo tonante (Operation Pacific), regia di George Waggner (1951)
- I Was a Communist for the FBI, regia di Gordon Douglas (1951)
- Tortura (Inside the Walls of Folsom Prison), regia di Crane Wilbur (1951)
- L'ultima sfida (Fort Worth), regia di Edwin L. Marin (1951)
- Stringimi forte tra le tue braccia (Force of Arms), regia di Michael Curtiz (1951)
- Pelle di rame (Jim Thorpe -- All-American), regia di Michael Curtiz (1951)
- Arrivano i carri armati (The Tanks Are Coming), regia di Lewis Seiler (1951)
- La croce di diamanti (Mara Maru), regia di Gordon Douglas (1952)
- Nostra Signora di Fatima (The Miracle of Our Lady of Fatima), regia di John Brahm (1952)
- Cattle Town, regia di Noel M. Smith (1952)
- L'altra bandiera (Operation Secret), regia di Lewis Seiler (1952)
- Virginia, dieci in amore (She's Back on Broadway), regia di Gordon Douglas (1953)
- La maschera di cera (House of Wax), regia di André De Toth (1953)
- I pirati della metropoli (The System), regia di Lewis Seiler (1953)
- I cavalieri di Allah (The Desert Song), regia di H. Bruce Humberstone (1953)
- Il risveglio del dinosauro (The Beast from 20,000 Fathoms), regia di Eugène Lourié (1953)
- Il trono nero (His Majesty O'Keefe), regia di Byron Haskin (1954)
- Il terrore corre sull'autostrada (Drive a Crooked Road), regia di Richard Quine (1954)
- L'assedio di fuoco (Riding Shotgun), regia di André De Toth (1954)
- Terrore a Shanghai (The Shanghai Story), regia di Frank Lloyd (1954)
- Criminale di turno (Pushover), regia di Richard Quine (1954)
- Cacciatori di frontiera (The Bounty Hunter), regia di André De Toth (1954)
- Le avventure di Hajji Babà (The Adventures of Hajji Baba), regia di Don Weis (1954)
- Dial Red O, regia di Daniel B. Ullman (1955)
- Il demone dell'isola (Hell's Island), regia di Phil Karlson (1955)
- Lord of the Jungle, regia di Ford Beebe (1955)
- Wiretapper, regia di Dick Ross (1955)
- All'inferno e ritorno (To Hell and Back), regia di Jesse Hibbs (1955)
- Bobby Ware Is Missing, regia di Thomas Carr (1955)
- Incontro sotto la pioggia (Miracle in the Rain), regia di Rudolph Maté (1956)
- Colpo proibito (The Come On), regia di Russell Birdwell (1956)
- I trafficanti di Hong Kong (Flight to Hong Kong), regia di Joseph M. Newman (1956)
- L'ombra alla finestra (The Shadow on the Window), regia di William Asher (1957)
- La città minata (The Big Caper), regia di Robert Stevens (1957)
- Off Limits - Proibito ai militari (Operation Mad Ball), regia di Richard Quine (1957)
- I fratelli Rico (The Brothers Rico), regia di Phil Karlson (1957)
- Le avventure e gli amori di Omar Khayyam (Omar Khayyam), regia di William Dieterle (1957)
- Ritorno a Warbow (Return to Warbow), regia di Ray Nazarro (1958)
- Acque profonde (The Deep Six), regia di Rudolph Maté (1958)
- Vertigine (Marjorie Morningstar), regia di Irving Rapper (1958)
- The Man Who Died Twice, regia di Joseph Kane (1958)
- Inferno sul fondo (Torpedo Run), regia di Joseph Pevney (1958)
- I segreti di Filadelfia (The Young Philadelphians), regia di Vincent Sherman (1959)
- L'appartamento (The Apartment), regia di Billy Wilder (1960)
- Noi due sconosciuti (Strangers When We Meet), regia di Richard Quine (1960)
- La edad de la violencia, regia di Julian Soler (1964)
- Joe Bass l'implacabile (The Scalphunters), regia di Sydney Pollack (1968)
- Che!, regia di Richard Fleischer (1969)
- Bruciatelo vivo! (Land Raiders), regia di Nathan Juran (1969)
- Airport, regia di George Seaton (1970)
- Vedovo aitante, bisognoso affetto offresi anche babysitter (Kotch), regia di Jack Lemmon (1971)
- El hacedor de miedo, regia di Anthony Carras (1971)
- Capricorn One, regia di Peter Hyams (1977)
- Amici e nemici (Escape to Athena), regia di George Pan Cosmatos (1979)
- L'inferno sommerso (Beyond the Poseidon Adventure), regia di Irwin Allen (1979)
- Three Days to Vegas, regia di Charlie Picerni (2007)

### Televisione
- Dragnet – serie TV, 2 episodi (1953-1954)
- Four Star Playhouse – serie TV, 2 episodi (1954-1955)
- Cavalcade of America – serie TV, 2 episodi (1954-1957)
- Letter to Loretta – serie TV, 4 episodi (1954-1958)
- Fireside Theatre – serie TV, un episodio (1954)
- Public Defender – serie TV, un episodio (1954)
- Mr. & Mrs. North – serie TV, un episodio (1954)
- Lux Video Theatre – serie TV, un episodio (1954)
- La mia piccola Margie (My Little Margie) – serie TV, un episodio (1954)
- The Red Skelton Show – serie TV, un episodio (1954)
- Studio 57 – serie TV, un episodio (1954)
- Climax! – serie TV, episodio 1x04 (1954)
- The Lone Wolf – serie TV, un episodio (1954)
- Passport to Danger – serie TV, un episodio (1955)
- Waterfront – serie TV, 3 episodi (1955)
- I segreti della metropoli (Big Town) – serie TV, un episodio (1955)
- Stories of the Century – serie TV, un episodio (1955)
- Goodyear Television Playhouse – serie TV, un episodio (1955)
- Navy Log – serie TV, episodio 1x05 (1955)
- The Gale Storm Show: Oh! Susanna – serie TV, 2 episodi (1956-1958)
- The Ford Television Theatre – serie TV, un episodio (1956)
- Ford Star Jubilee – serie TV, un episodio (1956)
- Il conte di Montecristo (The Count of Monte Cristo) – serie TV, un episodio (1956)
- Boots and Saddles – serie TV, 2 episodi (1957-1958)
- The Millionaire – serie TV, 2 episodi (1957-1960)
- Colt .45 – serie TV, 3 episodi (1957-1960)
- Alfred Hitchcock presenta (Alfred Hitchcock Presents) – serie TV, 2 episodi (1957)
- 77º Lancieri del Bengala (Tales of the 77th Bengal Lancers) – serie TV, episodi 1x23-1x25 (1957)
- Panico (Panic!) – serie TV, episodio 1x06 (1957)
- Corky, il ragazzo del circo (Circus Boy) – serie TV, episodio 1x36 (1957)
- The Silent Service – serie TV, un episodio (1957)
- The Life of Riley – serie TV, un episodio (1957)
- Tales of the Texas Rangers – serie TV, un episodio (1957)
- Matinee Theatre – serie TV, un episodio (1957)
- Code 3 – serie TV, un episodio (1957)
- Broken Arrow – serie TV, 2 episodi (1957)
- Perry Mason – serie TV, 3 episodi (1958-1963)
- Flight – serie TV, episodio 1x06 (1958)
- 26 Men – serie TV, episodi 1x19-1x21 (1958)
- Zorro – serie TV, 2 episodi (1958)
- Maverick – serie TV, episodio 2x06 (1958)
- The Donna Reed Show – serie TV, un episodio (1958)
- Furia (Fury) – serie TV, 2 episodi (1959-1960)
- Gli intoccabili (The Untouchables) – serie TV, 91 episodi (1959-1963)
- Le avventure di Rin Tin Tin (The Adventures of Rin Tin Tin) – serie TV, un episodio (1959)
- Behind Closed Doors – serie TV, un episodio (1959)
- Il tenente Ballinger (M Squad) – serie TV, un episodio (1959)
- Northwest Passage – serie TV, un episodio (1959)
- Le leggendarie imprese di Wyatt Earp (The Life and Legend of Wyatt Earp) – serie TV, un episodio (1959)
- FBI contro Al Capone (The Scarface Mob) – film TV (1959)
- Westinghouse Desilu Playhouse – serie TV, 3 episodi (1959)
- Hawaiian Eye – serie TV, episodio 1x15 (1960)
- Bonanza – serie TV, episodio 1x21 (1960)
- Gli uomini della prateria (Rawhide) – serie TV, episodio 2x23 (1960)
- Sugarfoot – serie TV, episodio 3x16 (1960)
- Shotgun Slade – serie TV, un episodio (1960)
- Bourbon Street Beat – serie TV, episodio 1x36 (1960)
- Markham – serie TV, un episodio (1960)
- Men Into Space – serie TV, episodio 1x35 (1960)
- The Rebel – serie TV, 3 episodi (1960)
- Whispering Smith – serie TV, episodio 1x22 (1961)
- Insight – serie TV, 3 episodi (1964-1974)
- Il fuggiasco (The Fugitive) – serie TV, un episodio (1964)
- The Greatest Show on Earth – serie TV, episodio 1x23 (1964)
- La grande avventura (The Great Adventure) – serie TV, un episodio (1964)
- The Young Marrieds – serie TV (1964-1966)
- La grande vallata (The Big Valley) – serie TV, episodio 2x11 (1966)
- Combat! – serie TV, un episodio (1966)
- Gunsmoke – serie TV, 4 episodi (1967-1974)
- Batman – serie TV, 2 episodi (1967)
- Io e i miei tre figli (My Three Sons) – serie TV, episodio 8x08 (1967)
- Gli eroi di Hogan (Hogan's Heroes) – serie TV, un episodio (1967)
- Il virginiano (The Virginian) – serie TV, episodio 6x15 (1967)
- Squadra speciale anticrimine (The Felony Squad) – serie TV, episodi 2x25-3x13 (1968)
- F.B.I. (The F.B.I.) – serie TV, 2 episodi (1968-1970)
- Lancer – serie TV, episodio 1x07 (1968)
- Hawaii squadra cinque zero (Hawaii Five-O) – serie TV, un episodio (1968)
- Bracken's World – serie TV, un episodio (1969)
- Here's Lucy – serie TV, 4 episodi (1970-1971)
- Adam-12 – serie TV, 2 episodi (1970-1974)
- Mannix – serie TV, 5 episodi (1970-1975)
- Reporter alla ribalta (The Name of the Game) – serie TV, un episodio (1970)
- The Old Man Who Cried Wolf – film TV (1970)
- O'Hara, U.S. Treasury – serie TV, 3 episodi (1971-1972)
- L'immortale (The Immortal) – serie TV, un episodio (1971)
- Love, American Style – serie TV, un episodio (1971)
- Medical Center – serie TV, un episodio (1971)
- The Partners – serie TV, un episodio (1971)
- Sesto senso (The Sixth Sense) – serie TV, un episodio (1972)
- Room 222 – serie TV, un episodio (1972)
- Squadra emergenza (Emergency!) – serie TV, un episodio (1973)
- Ghost Story – serie TV, un episodio (1973)
- Marcus Welby (Marcus Welby, M.D.) – serie TV, un episodio (1973)
- Il tenente Kojak (Kojak) – serie TV, 2 episodi (1974-1978)
- Banacek – serie TV, un episodio (1974)
- Big Rose: Double Trouble – film TV (1974)
- Dove corri Joe? (Run, Joe, Run) – serie TV, un episodio (1974)
- Ironside – serie TV, un episodio (1974)
- Barnaby Jones – serie TV, 2 episodi (1975-1977)
- Kolchak: The Night Stalker – serie TV, un episodio (1975)
- Lucy Gets Lucky – film TV (1975)
- Sulle strade della California (Police Story) – serie TV, un episodio (1975)
- McCoy – serie TV, un episodio (1975)
- Starsky & Hutch (Starsky and Hutch) – serie TV, 3 episodi (1976-1977)
- NBC Special Treat – serie TV, un episodio (1976)
- Alice – serie TV, un episodio (1976)
- Something for Joey – film TV (1977)
- La gang della mano rossa (The Red Hand Gang) – serie TV, 4 episodi (1977)
- The Last Hurrah – film TV (1977)
- Project U.F.O. – serie TV, un episodio (1978)
- Sam – serie TV, un episodio (1978)
- Sword of Justice – serie TV, un episodio (1978)
- Fantasilandia (Fantasy Island) – serie TV, un episodio (1979)
- Women in White – film TV (1979)
- Marciano – film TV (1979)
- L'incredibile Hulk (The Incredible Hulk) – serie TV, episodio 3x11 (1979)
- Alcatraz: The Whole Shocking Story – film TV (1980)
- Vega$ – serie TV, un episodio (1980)
- Trapper John (Trapper John, M.D.) – serie TV, un episodio (1981)
- Quincy (Quincy M.E.) – serie TV, un episodio (1981)
- Professione pericolo (The Fall Guy) – serie TV, un episodio (1981)
- T.J. Hooker – serie TV, 2 episodi (1982-1983)
- Strike Force – serie TV, un episodio (1982)
- Il principe delle stelle (The Powers of Matthew Star) – serie TV, un episodio (1982)
- Capitol – serie TV (1983)
- Matt Houston – serie TV, 2 episodi (1983-1985)
- Troppo forte! (Sledge Hammer!) – serie TV, un episodio (1986)
- Simon & Simon – serie TV, un episodio (1986)
- Quella sporca dozzina: missione di morte (Dirty Dozen: The Deadly Mission) – film TV (1987)
- Detective in corsia (Diagnosis Murder) – serie TV, 2 episodi (1998-2000)

## Doppiatori italiani
Nelle versioni in italiano delle opere in cui ha recitato, Paul Picerni è stato doppiato da:
- Pino Locchi in Stringimi forte tra le tue braccia, I segreti di Filadelfia, Incontro sotto la pioggia, Terrore a Shanghai, Colpo proibito
- Stefano Sibaldi in Lo squalo tonante, L'altra bandiera, La maschera di cera
- Augusto Marcacci in La croce di diamanti
- Giuseppe Rinaldi in L'assedio di fuoco
- Emilio Cigoli in Le avventure di Hajji Babà
- Ferruccio Amendola in Noi due sconosciuti
- Cesare Fantoni in All'inferno e ritorno
- Oreste Lionello in Inferno sul fondo
- Luciano De Ambrosis in Zorro
- Gianni Marzocchi in Starsky & Hutch (ep. 2x03-2x04)
- Paolo Poiret in Starsky & Hutch (ep. 3x01)
- Sergio Matteucci in Capricorn One
- Lucio Saccone in Zorro (ridoppiaggio)